# Cold Fear
Cold Fear — відеогра у жанрі екшен та survival horror, розроблена студією Darkworks та видана Ubisoft. Ставши першою горор-грою видавця, та другою грою студії Darkworks, після Alone in the Dark: The New Nightmare, гра була неоднозначно оцінена критиками, які знаходили багато схожого між нею та більш відомим представником жанру Resident Evil 4.

## Ігровий процес
Cold Fear являє собою survival horror та шутер від третьої особи, у який можна грати як від закріпленої камери з боку, так і від плеча, що зручно для стрільби по ворогах. Гра, бувши представником жанру горор, використовує стандартні прийоми залякування. 
Стандартними ворогами головного героя стануть зомбі, яких можна вбити лише пострілом у голову, інакше вони бувши пораненими зможуть знову встати та напасти на гравця.
У грі також присутні інтерактивні предмети, як баки з паливом, вогнегасники або клапани газових труб. Стріляючи по ньому, можна підпалити ворога. У грі чимало інтерактивних записок та документів, що більш детально розкривають сюжет.

## Сюжет
Головний герой гри, американський офіцер берегової охорони Том Хенсен, отримує наказ обслідувати російське китобійне судно, посеред океану. Команду Тома вбивають, тож той залишається сам на сам із солдатами-мутантами та жахливими монстрами, що пробралися на корабель.